# Đại dịch COVID-19 tại Tuvalu
Bài viết này ghi lại các tác động của đại dịch COVID-19 ở Tuvalu, và có thể không bao gồm tất cả các phản ứng và biện pháp chính hiện đại.

## Dòng thời gian
Vào ngày 20 tháng 5, Tuvalu đã xác nhận trường hợp COVID-19 đầu tiên của nước này.
Tính đến ngày 21 tháng 11 năm 2023, Tuvalu ghi nhận 2,943 trường hợp mắc COVID-19 và 1 trường hợp tử vong.